# Изменчивая природа математического доказательства
Изменчивая природа математического доказательства ― научно-популярная книга американского математика и писателя Стивена Кранца.

## Содержание
Автор в книге пишет, что, наряду с физикой, биологией, химией, математика относится к точным наукам, где главенствующую роль играет эксперимент. Но математика отличается от других точных наук тем, что эксперимент для нее хоть и является источником истины, но не является главным критерием.
В физике, химии и биологии на основании эксперимента учёные выдвигают гипотезу, а потом её проверяют различными экспериментами. Иное дело математика, здесь мера истинности ― доказательство. Это тот фундамент, на котором и стоит наука математика. Если убрать этот фундамент, то математика перестанет быть математикой. Автор пишет о том, как доказательство менялось со временем, и что доказательство будет меняться и дальше, потому что доказательство не только логическое явление, но и социальное. И автор задаётся вопросом: что будет доказательством через 100 лет?
Обычно в книгах по истории математики нам рассказывают о нескончаемой череде новых понятий, теорем и областей. Вместо этого Стивен Кранц в книге «Изменчивая природа математического доказательства» повествует о том, как развивался и перестраивался этот фундамент математики и тем самым развивалось и перестраивалось математическое мышление. Таким образом эта книга стала анализом математического мышления на фоне очерка по истории математики.

## Издание в России
Книга «Изменчивая природа математического доказательства» была издана в России в 2016 году издательством «Бином. Лаборатория знаний».
В 2021 году книга получила высокие оценки экспертов программы Всенаука и стала доступна для бесплатного и легального скачивания Архивная копия от 9 февраля 2022 на Wayback Machine в рамках проекта Дигитека.